# Crawford Howell Toy

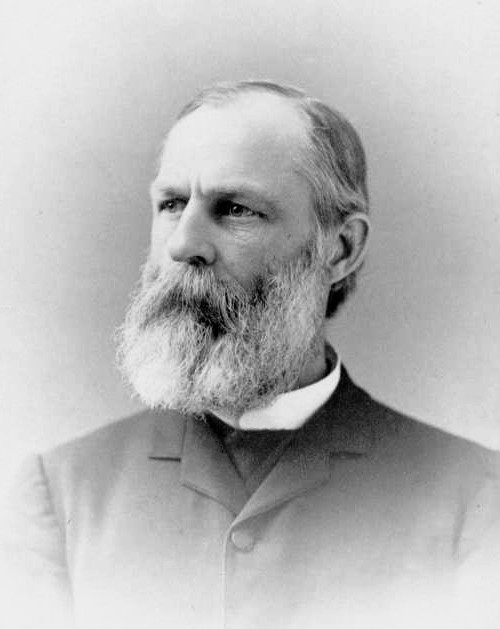
Crawford Howell Toy.

Crawford Howell Toy, född 23 mars 1836 i Norfolk, Virginia, död 12 maj 1919, var en amerikansk orientalist. 
Toy blev magister in artibus vid University of Virginia 1856, studerade i Berlin samt var professor 1869–79 i hebreiska vid Southern Baptist Theological Seminary (i South Carolina, sedan 1877 i Kentucky), och 1880–1909 i hebreiska och andra orientaliska språk vid Harvard University.